# Ayuntamiento de Lugo
El Ayuntamiento de Lugo (en gallego: Concello de Lugo) se encarga de gobernar la ciudad y el municipio de Lugo, capital de la provincia de Lugo, Galicia, España. 
Está presidido por el alcalde de Lugo, que desde 1979 es elegido democráticamente por sufragio universal. Actualmente ocupa dicho cargo Miguel Fernández, del PSOE.

## Casa consistorial
La fachada de la casa consistorial de Lugo, de principios del siglo XVIII, es obra de Ferro Caveiro. Se distingue como un ejemplo arquetípico del barroco gallego, caracterizado por su ornamentación en piedra que incluye placas, orejeras, gotas y volutas. La torre del reloj, añadida en un periodo posterior, es considerada por algunos expertos como un elemento que desarmoniza la cohesión arquitectónica original.

## Alcaldes
| Periodo   | Nombre                                                                                                 | Partido                                         |
| --------- | --- | ----------------------------------------------- |
| 1979-1983 | José Novo Freire                                                                                       | Unión de Centro Democrático (UCD)               |
| 1983-1987 | Vicente Quiroga Rodríguez                                                                              | Alianza Popular (AP)                            |
| 1987-1991 | Vicente Quiroga Rodríguez                                                                              | Coalición Progresista Galega (CPG)              |
| 1991-1995 | Tomás Notario Vacas                                                                                    | Partido Popular de Galicia (PPdeG)              |
| 1995-1999 | Joaquín María García Díez                                                                              | Partido Popular de Galicia (PPdeG)              |
| 1999-2003 | José Clemente López Orozco                                                                             | Partido dos Socialistas de Galicia (PSdeG-PSOE) |
| 2003-2007 | José Clemente López Orozco                                                                             | Partido dos Socialistas de Galicia (PSdeG-PSOE) |
| 2007-2011 | José Clemente López Orozco                                                                             | Partido dos Socialistas de Galicia (PSdeG-PSOE) |
| 2011-2015 | José Clemente López Orozco                                                                             | Partido dos Socialistas de Galicia (PSdeG-PSOE) |
| 2015-2019 | Lara Méndez López                                                                                      | Partido dos Socialistas de Galicia (PSdeG-PSOE) |
| 2019-2023 | Lara Méndez López                                                                                      | Partido dos Socialistas de Galicia (PSdeG-PSOE) |
| 2023-act. | Lara Méndez López (2023-2024) Mercedes Paula Alvarellos Fondo (2024-2025) Miguel Fernández (2025-act.) | Partido dos Socialistas de Galicia (PSdeG-PSOE) |

## Resultados electorales
| Partido político                                               | 2023  | 2023   | 2023       | 2019  | 2019   | 2019       | 2015  | 2015   | 2015       | 2011  | 2011   | 2011       | 2007  | 2007   | 2007       |
| Partido político                                               | %     | Votos  | Concejales | %     | Votos  | Concejales | %     | Votos  | Concejales | %     | Votos  | Concejales | %     | Votos  | Concejales |
| Partido Popular de Galicia (PPdeG)                             | 43,57 | 21 447 | 12         | 31,91 | 15 360 | 10         | 31,99 | 15 132 | 9          | 44,25 | 22 844 | 12         | 35,51 | 18 428 | 9          |
| Partido dos Socialistas de Galicia (PSdeG-PSOE)                | 27,58 | 13 578 | 8          | 25,97 | 12 499 | 8          | 29,51 | 13 959 | 8          | 38,32 | 19 786 | 11         | 45,04 | 23 375 | 12         |
| Bloque Nacionalista Galego (BNG)                               | 20,03 | 9861   | 5          | 13,36 | 7873   | 5          | 8,66  | 4098   | 2          | 9,02  | 4659   | 2          | 14,29 | 7417   | 4          |
| Cidadáns (Cs)                                                  | 2,75  | 1357   | 0          | 8,20  | 3948   | 2          | 7,32  | 3493   | 2          | —     | —      | —          | —     | —      | —          |
| Esquerda Unida (EU)-Alternativa Cidadá de Esquerdas (ACE)-Equo | 1,44  | 710    | 0          | 2,73  | 1317   | 0          | 5,02  | 2376   | 1          | 3,21  | 1657   | 0          | 1,65  | 854    | 0          |
| Lugonovo (LN)                                                  | —     | —      | —          | —     | —      | —          | 11,37 | 5379   | 3          | —     | —      | —          | —     | —      | —          |

## Evolución de la deuda viva municipal
El concepto de deuda viva contempla sólo las deudas con cajas y bancos relativas a créditos financieros, valores de renta fija y préstamos o créditos transferidos a terceros, excluyéndose, por tanto, la deuda comercial.
| Gráfica de evolución de la deuda viva del Ayuntamiento entre 2008 y 2023                       |
|                                                                                                |
| Deuda viva del Ayuntamiento de Lugo, en miles de euros, según datos del Ministerio de Hacienda |